# 瓦尔泽阿-达罗萨
瓦尔泽阿-达罗萨是巴西巴伊亚州的一个市镇。总面积549.339平方公里，总人口13768人，人口密度25.1人/平方公里。